# Kazaginac
Kazaginac je naseljeno mjesto u općini Tomislavgrad, Federacija Bosne i Hercegovine, BiH. Nalazi se uz branu na južnoj obali umjetnog jezera Buško blato, nekadašnjeg Buškog polja.

## Stanovništvo

### 1991.
Nacionalni sastav stanovništva 1991. godine, bio je sljedeći:
ukupno: 301
- Hrvati - 299 (99,34%)
- ostali, neopredijeljeni i nepoznato - 2 (0,66%)

### 2013.
Nacionalni sastav stanovništva 2013. godine, bio je sljedeći:
ukupno: 277
- Hrvati - 274 (98,92%)
- Srbi - 1 (0,36%)
- ostali, neopredijeljeni i nepoznato - 2 (0,72%)